# 圣克鲁斯双塔

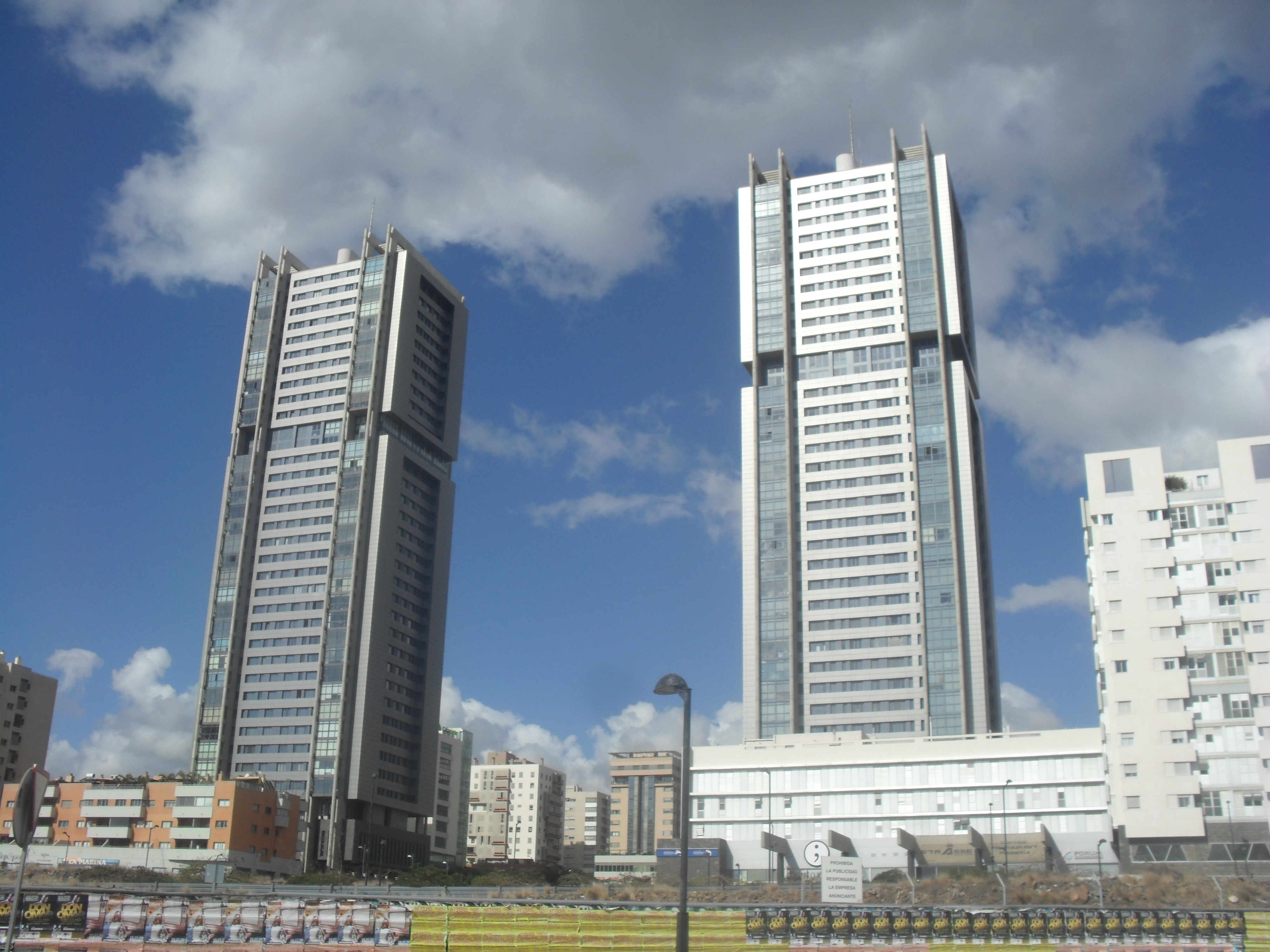
圣克鲁斯双塔

圣克鲁斯双塔（西班牙語：Torres de Santa Cruz）是一幢位于西班牙加那利群岛圣克鲁斯-德特内里费市内的双塔结构的住宅楼。建于2004至2006年间。
该双塔楼高120米（天线除外），是加那利群岛上最高的摩天大楼，直至2010年也是西班牙最高的住宅楼（现今为第三高）。同时该双塔楼还是西班牙最高的双塔大厦。
圣克鲁斯双塔，连同附近的特内里费礼堂一起，被认为是加那利群岛经济发展的最好标志之一。

## 圖集

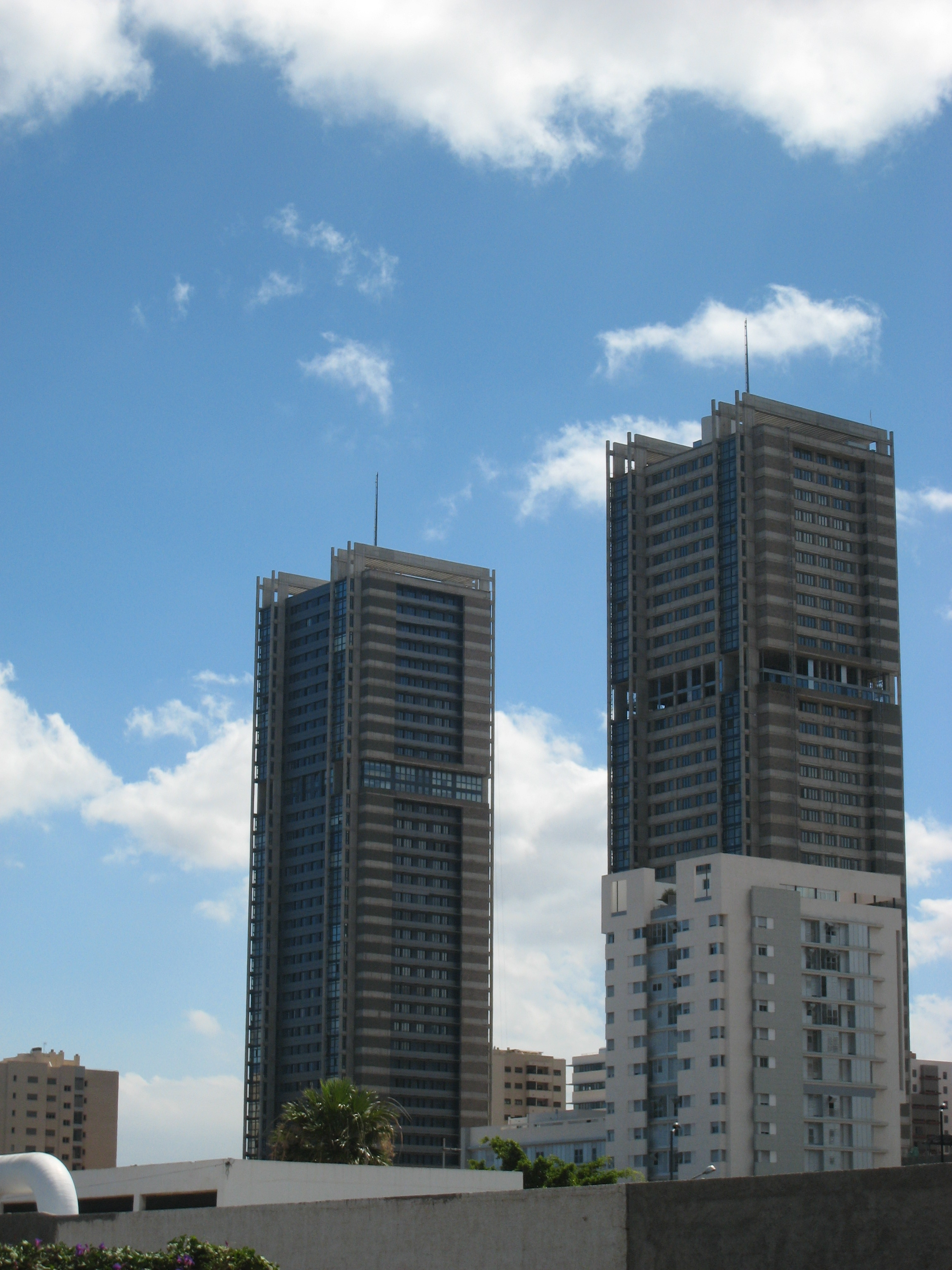
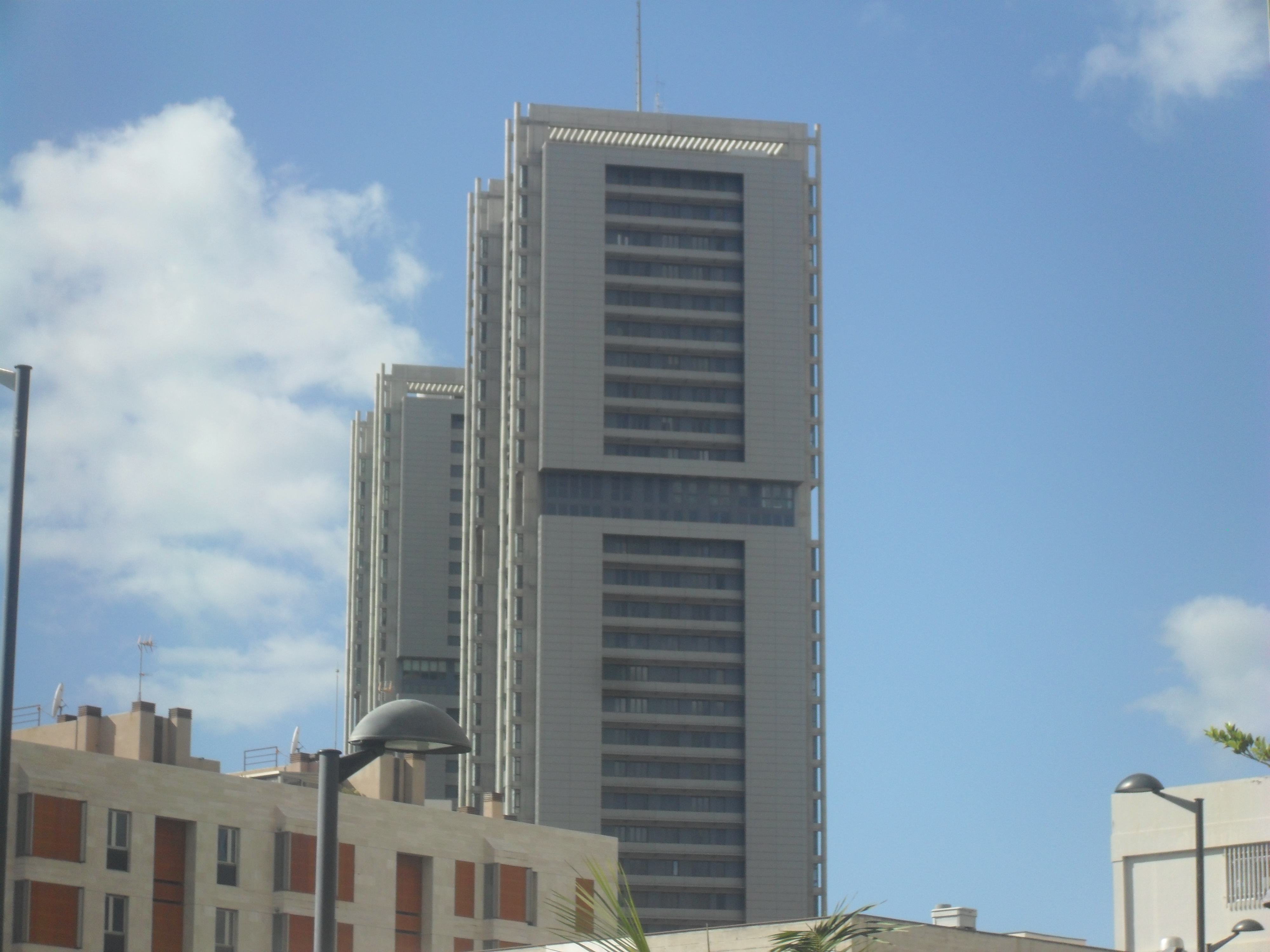
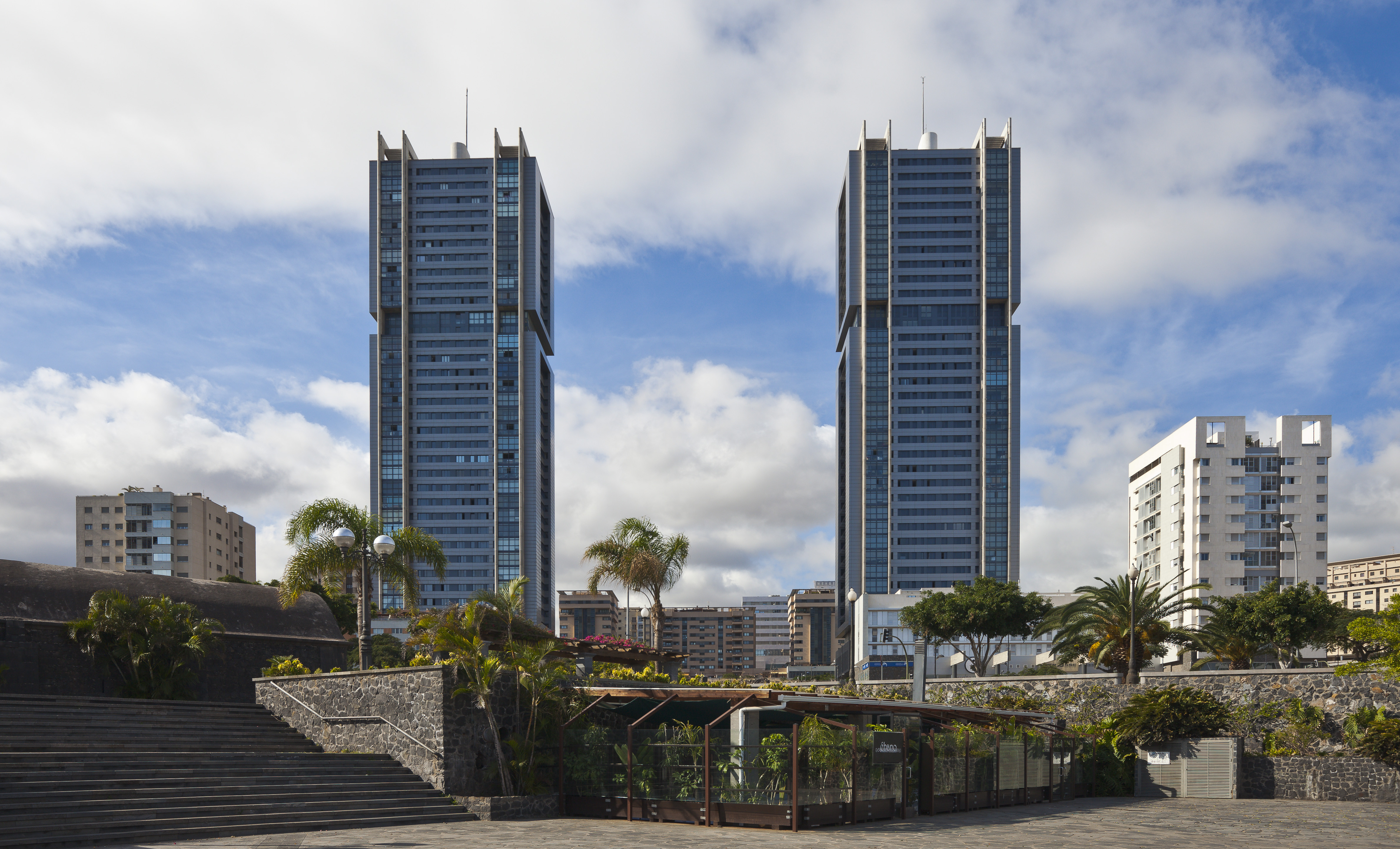